# Lindos theatre
Lindos theatre är en fornlämning i Grekland.   Den ligger i prefekturen Nomós Dodekanísou och regionen Sydegeiska öarna, i den sydöstra delen av landet, 400 km sydost om huvudstaden Aten. Lindos theatre ligger 59 meter över havet.
Terrängen runt Lindos theatre är kuperad åt nordväst, men åt sydväst är den platt. Havet är nära Lindos theatre åt sydost.  Närmaste större samhälle är Archángelos, 14,1 km norr om Lindos theatre. 